# نانسي بيردسال
نانسي بيردسال (بالإنجليزية: Nancy Birdsall)‏ هي اقتصادية أمريكية، ولدت في 6 فبراير 1946.